# 五马街

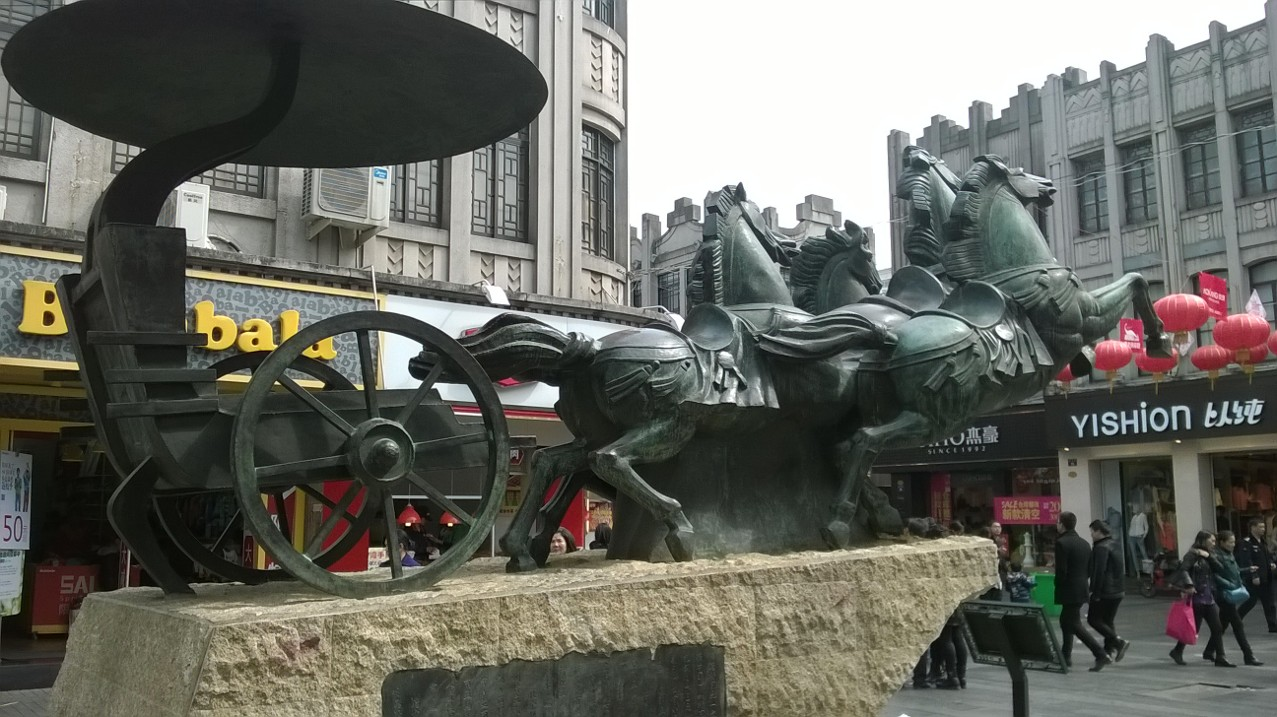
五马街街口五匹马雕塑

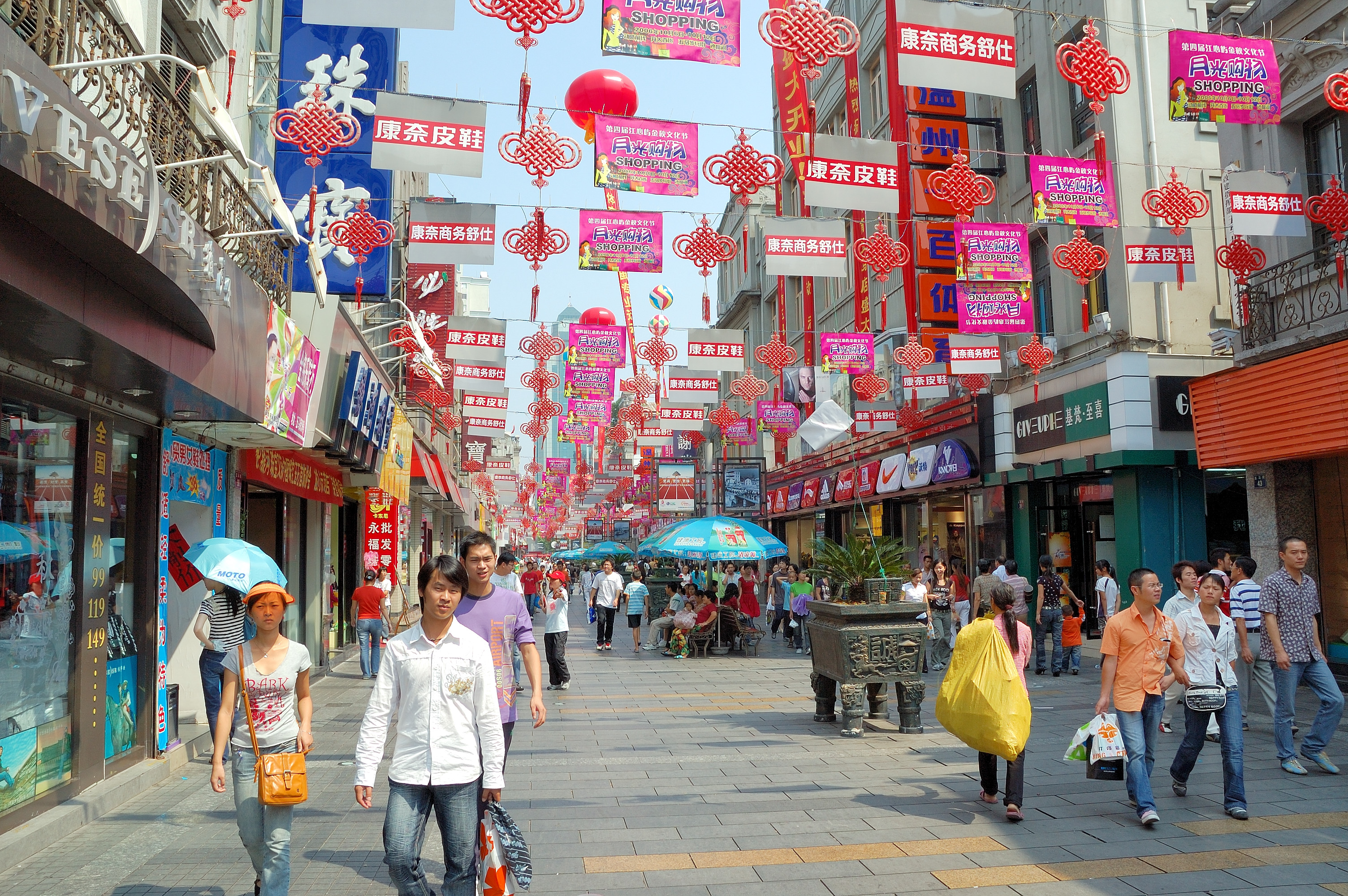
五马街一段

五马街是中国浙江省温州市最著名的商业街，是温州传统的商业中心，由鹿城区五马街道管辖，位于温州市中心地段，温州古城区的南部，东起解放南路，西接蝉街，全长424米。沿街各类商店鳞次栉比。

## 历史
原为五马坊，清代改坊为街。原宽6米，1934年改称中山路，拓宽至12米。1941年4月以后，温州三次被日军占领，五马街的商店全部关门。1949年以后恢复五马街之名。1951年温州市工商总登记，五马街共有21个行业144户商业企业。1956年10月1日，国营酒店温州酒家在五马街开业。温州文革武斗时，1967年7月五马街发生大火，称为“火烧五马街”。1972年改名“红卫路”。1974年铺上沥青。1982年恢复五马街之名。1999年，被中共中央宣传部等部门命名为全国“百城万店无假货”示范街。2000年至2001年9月，五马街改建，保留了原有的中西合璧的建筑风格，以及第一百货商店、五味和副食品商场、金三益绸布店、老香山药店、温州酒家等一批老字号。2019年公园路升级改造，五马街、公园路商业街范围延伸至环城东路。

## 街名由来
北宋绍圣二年（1095年），温州知州杨蟠定温州三十六坊，五马坊为其中之一。杨蟠诗《永嘉百咏·五马坊》云：“相传有五马，曾此立踟躇。人爱使君好，换鹅非俗书。”
东晋书法家王羲之在永嘉郡（温州的古名）做郡守时，常常驾着五马并行的马车出行。五马街由此得名。明嘉靖《温州府志》：“王羲之，山阴人，为永嘉郡守，出乘五马，老幼仰慕，为立五马坊”。清光绪《永嘉县志》亦载：“王羲之守永嘉，庭列五马，绣鞍金勒，出则控之，故今有五马坊”。关于“五马”一名的由来，民间有不同说法和传说。